# Paulina Andreu
Paulina Andreu i Busto (Barcelona, 17 de febrero de 1921-San Pedro de Ribas, 9 de octubre de 2020) también conocida como Paulina Andreu, Paulina Schuman, Paulina Rivel y Paulina Andreu Rivel Schumann fue una payasa, domadora ecuestre, acróbata y empresaria española del mundo del circo, a la que se conocía también artísticamente como la Princesa del Circo. En 2007, fue Medalla de Oro al Mérito en las Bellas Artes y en 2008, Premio Nacional de Circo de Cataluña.

## Trayectoria
Era hija de Carmen Busto y de Josep Andreu i Lasserre, conocido como Charlie Rivel y sobrina de Roger Andreu, de nombre artístico Rogelio Rivel, payaso y acróbata. Nació en Barcelona porque la compañía de teatro Andreu-Rivels fundada por sus abuelos y en la que trabajaba su padre se encontraba actuando en el teatro Novedades de la ciudad. Desde pequeña, se formó en acrobacia, equilibrio, danza, música, canto, pantomima y colaboró en los espectáculos de su padre, con el que ganó un concurso de imitadores de Charles Chaplin, en 1927. Debutó en 1928, en el Empire de París, imitando a Josephine Baker y se dedicó en un principio a realizar espectáculos de danza, aunque posteriormente, orientó su carrera a hacer de payasa junto a sus hermanos en el cuarteto Charlie Rivels Babies, con el que alcanzó la fama.
En 1927, la familia, se trasladó a Alemania para trabajar en el Cirkus Schumann, considerada la familia circense más famosa de Dinamarca. Llegó a hablar siete idiomas. En 1945, se casó con el caballista Albert Schumann de manera que unió dos dinastías del mundo del circo, la catalana Andreu-Rivel y la escandinava Schumann, cuya especialidad era el arte ecuestre. Al casarse, aprendió a montar y trabajó en la compañía de la familia de su marido con el que formó pareja artística como domadora ecuestre y revolucionó esta disciplina. Creó espectáculos inspirados en películas del momento en los que se mezclaba el circo con el music hall y en los que llamaban la atención, además de la puesta en escena, el vestuario de los caballos, pues fue la primera persona que lo utilizó como parte esencial de la actuación. También diseñaba los trajes para los artistas, que enviaba a los modistos de París para que los confeccionaran. El número en el que montaba cabeza abajo sobre el caballo que cruzaba la pista saltando sobre sus dos patas traseras le dio fama internacional.
Su trabajo artístico fue reconocido por el productor británico Tom Arnold y el director Clement Butson, quienes financiaron las ideas de Andreu y crearon en 1947 un costoso espectáculo de circo de invierno en Londres. Además fue pionera en el montaje de obras como Doctor Zhivago, My fair lady, Robin Hood o Gigi, con caballos en la pista como protagonistas. Participó como actriz, en las comedias cinematográficas danesas Gøngehøvdingen de 1961, Dronningens vagtmester de 1963, y junto a su esposo e hijos, en el cortometraje documental que se estrenó en 1965, Circus Schumann Horses, en el que mostraba la vida dentro del Cirkus Schumann.
Sus hijos se convirtieron también en artistas de circo. Por una parte, Carmelo José Bienvenido Schumann, más conocido como Benny Schumann, actuó junto a su madre, más tarde se convirtió en un malabarista reconocido mundialmente y participó en algunas producciones de cine. Por otra parte, Jacques Schumann, además de acróbata, actuó en el cine.
En 1969, al cerrarse el Cirkus Schumann, se retiró de ese mundo aunque, a partir de 1972, año en que murió su madre, volvió a colaborar en el escenario con su padre en el papel de cara blanca, hasta su muerte en 1983, época en la que actuaron entre otros, en el alemán Circus Krone. La revista danesa Nykøbing F. Revyen le dedicó dos artículos en sus ediciones de 1972 y 1975.
Después, se retiró en el pueblo natal de este, Cubellas. No llegó a mostrar su arte sobre los caballos en España hasta una última actuación que tuvo lugar en 1988, con 77 años, haciendo una exhibición como amazona de la alta escuela en el Circo Raluy de Barcelona. Falleció en 2020, a los 99 años de edad.

## Reconocimientos
En 1955, Andreu obtuvo en París el Oscar del Circo. En 1988, recibió en Madrid la Medalla de Oro del Primer Congreso Internacional de Amigos del Circo. Desde el 26 de julio de 1990, existe en Cubellas con patrocinio del Ayuntamiento, el museo monográfico L’exposició Permanent del Pallasso Charlie Rivel, dedicado a la vida artística de Andreu y Rivel.
El Ministerio de Cultura reconoció su labor artística en 2007, cuando le concedió la Medalla de Oro al mérito en las Bellas Artes. Al año siguiente, en julio de 2008, Andreu fue galardonada con el Premio Nacional de Circo de Cataluña concedido por la Generalidad de Cataluña por su trayectoria artística y por ser un referente en el mundo del circo.
En 2011, la exposición Un siglo de Circo mostró la trayectoria de las dos familias de la historia del circo europeo que se fusionaron en ella: los Rivel y los Schumann, Se pudo ver del 25 de enero al 8 de mayo, en el centro Arts Santa Mónica de Barcelona y, a partir de septiembre, en el Circo Price de Madrid. El objetivo de la exposición fue visibilizar en España su carrera, pues aunque había sido muy reconocida en toda Europa, incluso por las familias reales de Suecia y Dinamarca que asistían a todos sus estrenos, había actuado muy poco en su país de origen.
En 2020, el Ayuntamiento de Cubellas (Barcelona) le otorgó el reconocimiento de Hija Adoptiva de la ciudad en un acto abierto al público. Con motivo del centenario de su nacimiento, durante el mes de abril de 2021, la Asociación Crea Cubelles, le dedicó a Andreu una exposición multidisciplinar que se exhibió en el Centre Social Joan Roig i Piera.
El museo español Circusland, ubicado en Besalú, exhibe dentro de su colección uno de sus trajes.